# Rafael Jáuregui
Rafael Zenón Jáuregui (El Carmen, 6 de marzo de 1927) es un político y médico argentino. Ocupó diversos cargos políticos, como los de legislador provincial, vicegobernador (1963-1964) y senador nacional por la provincia de Jujuy (1973-1976). También alcanzó el cargo de gobernador de facto de aquella provincia durante la dictadura militar autodenominada «Proceso de Reorganización Nacional», al ser designado por el presidente de facto Roberto Eduardo Viola en 1981.

## Biografía
Nació en El Carmen (Jujuy) en 1927. Cursó sus estudios primarios y secundarios en San Salvador de Jujuy, en la Escuela Normal Mixta Juan Ignacio Gorriti. Egresó como médico en la Facultad de Ciencias Médicas de la Universidad Nacional de Córdoba en 1951, y posteriormente se especializó en cirugía.
Se incorporó al Cuerpo Profesional del Ejército Argentino como Subteniente de Sanidad, y regresó a Jujuy cuando fue destinado al Regimiento de Infantería de Montaña 20. Posteriormente a su baja, se desempeñó en diversas instituciones médicas, como el Hospital Pablo Soria y el Hospital San Roque, alcanzando de este último el cargo de director en la década de los 60.
Fue parte de la Unión Cívica Radical Intransigente (UCRI), donde dio sus primeros pasos en política, y posteriormente se integró al Movimiento Popular Jujeño. Primeramente, fue electo concejal de la ciudad de San Salvador de Jujuy, cargo en que desempeñó entre 1958 y 1959; como diputado provincial, entre 1960 y 1961.
En unas elecciones provinciales controvertidas, fue electo vicegobernador por la UCRI, acompañando al gobernador Horacio Guzmán. Se desempeñó en el cargo entre 1963 y 1964, cuando el gobierno nacional de Arturo Umberto Illia intervino la provincia tras un intento de juicio político contra Guzmán y Jáuregui en la legislatura provincial.
Fue elegido senador nacional por Jujuy, y se desempeñó entre 1973 y 1976, cuando fue cesado por el golpe de Estado del 24 de marzo de aquel año. Su mandato se extendía hasta 1977 y había formado parte del bloque de la Alianza Popular Federalista. Fue vicepresidente de la comisión de Comunicaciones y Transportes, fue vocal en la comisión parlamentaria mixta de Radiodifusión y Televisión e integró la Comisión Especial del Noroeste Argentino.
En marzo de 1981, durante la dictadura militar autodenominada «Proceso de Reorganización Nacional», fue designado al frente del gobierno provincial de Jujuy por el presidente de facto Roberto Eduardo Viola, cuando se decidió la designación de civiles frente a algunas provincias, aunque Jáuregui contaba con pasado militar, y permaneció en el cargo hasta que renunció en febrero de 1982. Su sucesor fue Horacio Guzmán, también civil.
Por otro lado, también se desempeñó como presidente del Colegio Médico de Jujuy. Fue rotario y estuvo al frente de la filial de San Salvador de Jujuy del  Rotary Club.